# Semi-grossiste
Le semi-grossiste est un intermédiaire entre le grossiste et le détaillant.
Il constitue un élément important dans le processus de distribution des produits offerts sur un marché. Le semi-grossiste est considéré également comme étant un offreur de produits, puisqu'il permet d'alimenter le marché de manière indirecte. Il est le fournisseur privilégié entre l'usine, le fabricant, la marque ou le producteur, qui permettra, grâce à son intermédiaire de diffuser de manière capillaire.
En outre, il existe plusieurs types de semi-grossiste : les grossistes indépendants et les grossistes spécialisés (ex. : caprofem, daylac... )
L’acheminement des marchandises induit nécessairement des changements de propriété et des ruptures de charges plus régulières.